# Christian Beyel
Christian Beyel   (Zúric, 29 de novembre de 1854 - 16 de gener de 1941) va ser un matemàtic suís, autor de nombrosos treballs divulgatius.

## Vida i obra
Beyel, fill d'un llibreter, va estudiar al Politècnic de Zuric de 1872 a 1876. L'any següent va treballar com enginyer per la companyia del ferrocarril suís del nord-est, Schweizerische Nordostbahn, però ho va deixar al cap d'un any per anar a estudiar matemàtiques a la universitat de Göttingen. En tornar, es va incorporar al Politècnic de Zuric com assistent dels professors Wilhelm Fiedler i Wilhelm Ritter. El 1882 va obtenir el doctorat per la universitat de Zúric i l'any següent l'habilitació per a la docència al Politècnic. Va ser professor al Politècnic fins a la seva jubilació el 1934.
Va ser un escriptor prolífic. El seu llibre més conegut, Der mathematische Gedanke in der Welt (El pensament matemàtic en el món), encara es reimprimeix avui en dia i és descrit com una declaració d'amor per les matemàtiques. També va escriure diversos llibres i articles, sobretot de geometria.
A més de les seves obres matemàtiques, també va publicar alguns articles sobre política, literatura o cinema. Sembla que va ser un dels fundadors de l'Associació suïssa de cinematografia educativa (SAFU) el 1929.